# Ривелино, Роберто
Роберто Ривел(л)ино (порт. Roberto Rivellino; род. 1 января 1946, Сан-Паулу, Бразилия) — бразильский футболист, полузащитник, и тренер. Чемпион мира 1970 года. Двоюродный брат другого известного футболиста — Зе Сержио.

## Биография
Роберто Ривелино был известен по чрезвычайно мощному удару с левой ноги, мастерскими дальними штрафными ударами, превосходными длинными проходами, быстрым мышлением и отличной техникой. Он также ввёл в обиход футбольный финт «elastico», или «flip flap», используемый такими игроками, как Ромарио, Роналдо, Роналдиньо, Златан Ибрагимович, Криштиану Роналду. До чемпионата мира 1970 года считался лучшим запасным в мире, так как в переполненной звёздами сборной Бразилии для него место не всегда находилось.
Он был одним из самых изящных футболистов мира. Считается многими специалистами четвёртым лучшим бразильским футболистом после Пеле, Гарринчи и Зико и одним из лучших полузащитников в истории мирового футбола. Также считается одним из лучшим футболистов «Коринтианса» и «Флуминенсе» в истории этих клубов.
Ривелино начал карьеру как игрок мини-футбола в клубе «Атлетико Индиано» (Сан-Паулу). После этого он продолжил карьеру в большом футболе, подписав контракт с «Коринтиансом», где получил прозвище «O Rei de Parque» (Король парка). 
После проигрыша Палмейрасу чемпионата штата Сан-Паулу 1974 года Ривелино покинул клуб, чтобы присоединиться к «Флуминенсе» из Рио-де-Жанейро. В новом клубе Роберто стал идолом, выиграв лигу Кариока в 1975 и 1976 годах. В конце 1970-х Роберто отправился играть в Саудовскую Аравию за «Аль-Хиляль», где в 1981 году завершил профессиональную карьеру футболиста.
После ухода из большого футбола Ривелино начал карьеру как футбольный комментатор и тренер (он был тренером национальной сборной Японии).
Ривелино был одним из игроков, названных Пеле в 2004 году в числе 125 самых великих ныне живущих футболистов.
В настоящее время[когда?] проживает в Сан-Паулу. Ведущий и эксперт популярной программы о футболе «Cartão Verde» («Зелёная карточка»), получившей своё название в противовес «красной и жёлтой карточкам» в игре.

## Достижения

### Командные
- Победитель Турнира Рио — Сан-Паулу: 1966
- Победитель Лиги Кариока: 1975, 1976, 1977
- Чемпион Саудовской Аравии: 1978/79
- Обладатель Кубка короля Саудовской Аравии: 1980
- Чемпион мира 1970
- Бронзовый призёр чемпионата мира 1978
- Обладатель Кубка Рока: 1971, 1976
- Обладатель Кубка Освальдо Круза: 1968, 1976

### Личные
- Обладатель «Серебряного мяча» (по версии журнала «Плакар»): 1971
- Включён в список величайших футболистов XX века по версии World Soccer
- Также известен как обладатель «самого быстрого гола» — увидев, что вратарь соперников ещё здоровается с фотографом, Роберто на 3 секунде забил гол — сразу после того, как мяч был введён в игру, с первого паса с центра поля.
- Член символической сборной чемпионата мира 1970
- Golden Foot: 2005 (в номинации «Легенды футбола»)
- Входит в список ФИФА 100
- Входит в Зал славы бразильского футбола